# Блюмфельд, Лиана Гуговна
Лиана Гуговна Блюмфельд (латыш. Liāna Blumfelde; 27 декабря 1906, Рига — 1988, Москва) — российская и советская переводчица, литературный критик.

## Биография
Лиана Гуговна Блюмфельд родилась 27 декабря 1906 года в Риге в рабочей семье. С 14 лет вела подпольную работу, в 1921 году арестована и провела год в тюрьме. Освобождена в результате обмена политзаключёнными между Латвией и РСФСР. В 1923 году поступила в Высший литературно-художественный институт, после закрытия которого перевелась в МГУ. В 1928 году окончила Московский государственный университет имени М. В. Ломоносова.
С 1940 года являлась членом КПСС. В 1963 году была принята в члены Союза писателей СССР. Занималась переводами произведений латышских писателей на русский язык, литературной критикой. Входила в авторский коллектив Литературной энциклопедии.

## Семья
- Отец — Блюмфельд, Гуго Ансович (1875—?)
- Мать — Блюмфельд, Екатерина Михайловна (1879—1937)
  - Сестра — Винниковская (Блюмфельд), Аустра Гуговна (1901 — не ранее 1967)[5][6][7]
- Первый муж — Языков, Владимир Александрович (1903—1936)[8]
  - Дочь — Языкова, Гильда Владимировна (род. 1929) — переводчик[9][10].
- Второй муж — Худосовцев, Сергей Афанасьевич (? — не ранее 1953)[11]

## Сочинения
- Семпер Иоханнес. Стихи. М., 1945 (автор биографического очерка — Л. Блюмфельд)

## Переводы
- На берегах Даугавы. Рига, 1955
- Блауманис Р. Рассказы. М., 1952
- Блауманис Р. Избранное. Рига, 1952
- Упит А. Новые истоки. М., 1953
- Упит А. Одни и многие. М., 1953
- Упит А. Дальние дороги. М., 1955
- Упит А. Купальщица Сусанна. М., 1956
- Саксе А. В гору. М., 1957
- Блауманис Р. Весенние заморозки. Рига, 1958
- Блауманис Р. Избранное М., 1959